# آندرس سوت

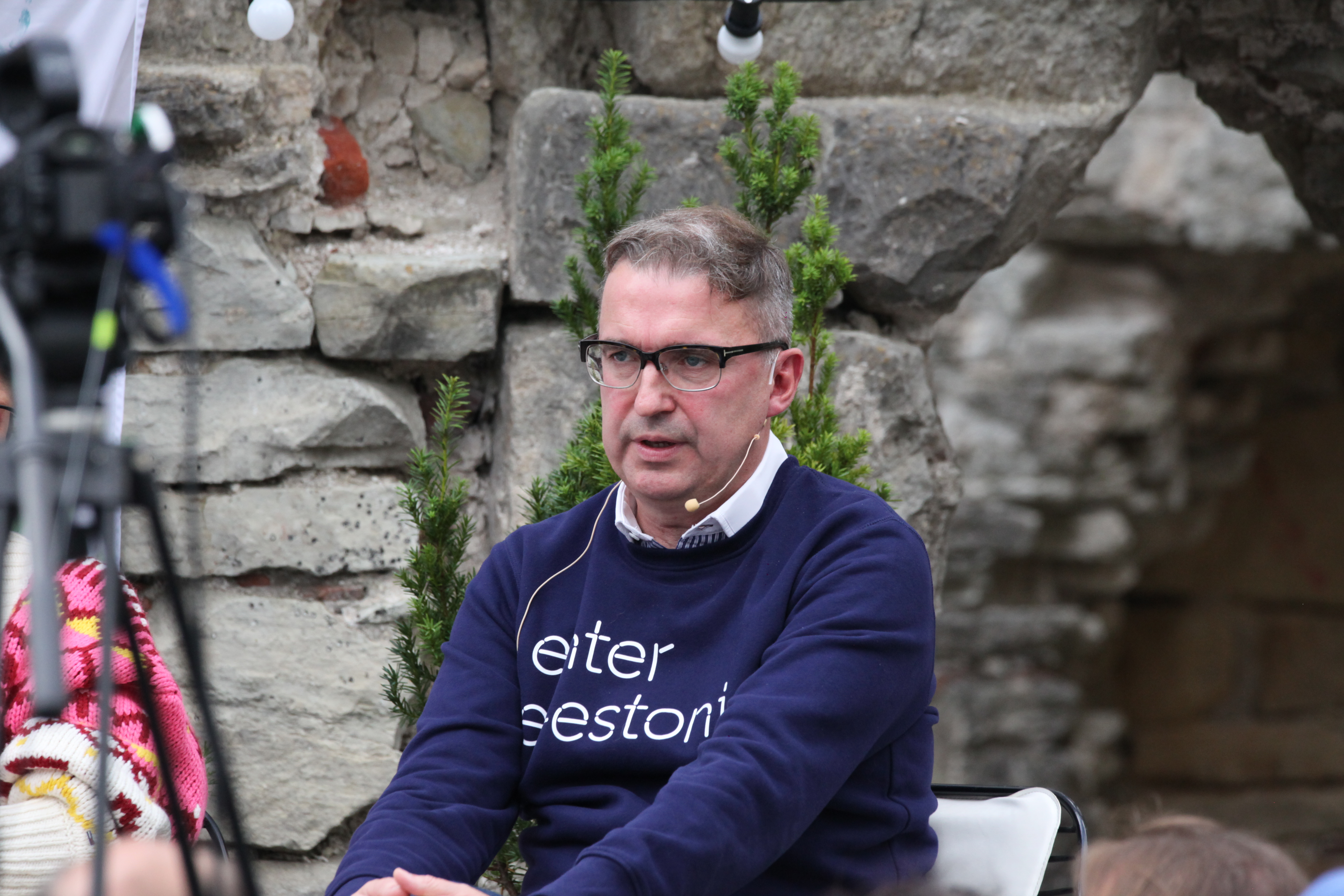
Andres Sutt (2021)

آندرس سوت (استونیایی: Andres Sutt؛ زادهٔ ۱۱ نوامبر ۱۹۶۷) سیاست‌مدار اهل استونی است.
وی از ژانویه ۲۰۲۱ تا ژوئیه ۲۰۲۲ وزیر کارآفرینی و فناوری اطلاعات استونی بوده‌است.